# Gunung Seugunieu
Gunung Seugunieu är ett berg i Indonesien.   Det ligger i provinsen Aceh, i den västra delen av landet, 1 600 km nordväst om huvudstaden Jakarta. Toppen på Gunung Seugunieu är 1 381 meter över havet.
Terrängen runt Gunung Seugunieu är kuperad västerut, men österut är den bergig.Runt Gunung Seugunieu är det mycket glesbefolkat, med 7 invånare per kvadratkilometer. I omgivningarna runt Gunung Seugunieu växer i huvudsak städsegrön lövskog.